# دير ستوديوس
دير القديس يوحنا المعمدان "في ستوديوس" (بالإنجليزية: Monastery of Saint John the Forerunner "at Stoudios"، بالتركية: İmrahor Camii، بالروسية: Студи́йский монасты́рь، بالفرنسية: Monastère du Stoudion، باليونانية: Μονή Στουδίου): كان ديرًا أرثوذكسيًا يونانيًا في القسطنطينية (إسطنبول حاليًا)، عاصمة الإمبراطورية البيزنطية. كان يطلق على سكان الدير اسم ستوديوس (بالإنجليزية: Stoudites or Studites).

## عن
فيما يتعلق بالحياة الفكرية للدير، فقد اشتهر بشكل خاص بمدرسة فن الخط الشهيرة التي أسسها ثيودور. كما تم تطوير فن تذهيب المخطوطات، مع العديد من المنتجات الرائعة للمخطوطات الرهبانية الموجودة الآن في البندقية، والفاتيكان، وموسكو.
في القرنين الثامن والحادي عشر، كان الدير مركزًا للشعر الديني البيزنطي؛ ولا يزال عدداً من التراتيل يستخدم في الكنيسة الأرثوذكسية. وقد ارتقى ثلاثة من الرهبان الستوديين ليصبحوا بطاركة مسكونيين؛ كما نذر ثلاثة أباطرة - ميخائيل الخامس الجلفاط (حكم من 1041 إلى 1042)، وميخائيل السابع دوكاس (حكم من 1071 إلى 1078)، وإسحاق الأول كومنين (حكم من 1057 إلى 1059) - عهودهم الرهبانية في الستوديون.
وقد تم تحويل كنيسة الدير التي يعود تاريخها إلى القرن الخامس، من قبل إلياس باي ميراهوري إلى مسجد ميراهور (İmrahor Camii).